# Иван Морђин Црни
Иван Морђин Црни (Смоковљани, код Стона, 3. јун 1911 — увала Прапратна, код Стона, 18. фебруар 1944) био је учесник Народноослободилачке борбе и народни херој Југославије.

## Биографија
Рођен је 3. јуна 1911. године у селу Смоковљани код Стона. После очеве смрти, напустио је родно село и с мајком Катом отишао у Јањину, где је завршио шест разреда основне школе. Године 1927. отишао је у Загреб на изучавање опанчарског заната, који је убрзо наставио у Београду. Морђин се у Београду упознао с напредним радницима. Активно је учествовао у раду напредних синдиката, демонстрацијама и штрајковима.
После увођења Шестојануарске диктатуре, 1929. године се вратио у Јањину и организовао омладинско спортско друштво „Искра“, у коме развија активан политички рад. Половином исте године, ухапшен је први пут и одведен у истражни затвор у Оребићу, одакле је, после неколико месеци, пуштен. Због активног рада, поново је ухапшен 1. маја 1933. године, али се убрзо спасао из затвора. Када је, 1934. године, у Јањини основана прва илегална партијска ћелија, постао је њен члан, а нешто касније изабран је и за секретара. На Пељешцу је 1936. године проваљена партијска организација, па се Морђин поново нашао у злогласном затвору „Термотерапија“ у Ријеци Дубровачкој. После неколико месеци, пуштен је на слободу.
Капитулација Краљевине Југославије затекла га је у Мостару, као војника. Вратио се на Пељешац и почео одмах да прикупља оружје и врши припреме за устанак. Усташе су га ухапсиле, али је успео да побегне и пребацио се на Корчулу, а затим у Сплит, где се повезао с Покрајинским комитетом КПЈ. Примивши директиве, отишао је на терен Метковића и Пељешца, и већ августа 1941. године, организовао је прве партизанске групе. Као секретар Месног комитета КП Хрватске за Пељешац, наставио је рад на ширењу устанка. Постао је секретар Окружног комитета КПХ Дубровник, па приступио организовању устанка у дубровачком крају.
Почетком јануара 1942. године, с лажном легитимацијом кренуо је у Херцеговину због успостављања везе с тамошњим партијским руководством. У возу су га ухапсиле усташе и везаног спровеле за Равно. Покушао је да побегне скакањем кроз прозор, али је у паду поломио ногу, па је поново ухваћен и пребачен у мостарску болницу. Партијска организација Мостара успела је да га отме из болнице и пребацила га на слободну територију у долини Неретве. Иако неизлечен, после два месеца вратио се на Пељешац, где је наставио да ради на ширењу устанка и стварању првих народноослободилачких одбора. Под његовим руководством устанак се ширио и велики број Пељешчана је одлазио у партизане. Организовао је издавање листа „Наш тједник“, гласило Месног комитета КПХ за Пељешац, а касније орган Окружног комитета КПХ за Дубровник.
Крајем јануара 1943. године, у Ливну је учествовао у оснивању Обласног Народноослободилачког одбора Далмације, где је изабран за његовог члана. Почетком марта вратио се на Пељешац и сазвао Прву окружну конференцију КПХ за Далмацију, на којој је изабран за политичког секретара Окружног комитета. Јуна 1943. године изабран је за већника ЗАВНОХ-а.
Када је капитулирала фашистичка Италија, с групом бораца разоружао је цели гарнизон у Трпњу и Горњој Врућици. Руководио је разоружањем италијанске војске на Ластову, Мљету и Шипану. Организовао је нову народну власт, спроводио општу мобилизацију и учествовао у формирању Тринаесте далматинске бригаде. Посебно се истакао у борбама против Немаца у одбрани острва. После заузимања Корчуле од стране Немаца, као члан Обласног комитета КПХ за Далмацију, отишао је на Биоково, пружао помоћ тамошњим партизанским јединицама и пребацио се на Вис. Почетком фебруара 1944. године, с Виса се, бродом преко Ластова, пребацио на Пељешац због састанка Окружног комитета.
Увече, 8. фебруара, код Мљета, упао је у заседу немачких десантнојуришних чамаца. Скочио је у море и покушао да се спасе пливањем, али је ухваћен и одведен у затвор у Корчулу. После неколико дана, Немци су га везаног спровели у Дубровник. У току пловидбе, поред обале Пељешца, Морђин се ослободио окова и спасао се скакањем у море. После кратког одмора и окрепљења у селу Кобаш код Стона, наставио је пут, али 18. фебруара 1944. године наишао је на немачку заседу изнад увале Прапратне, где је и убијен.
Одлуком Президијума Народне скупштине Федеративне Народне Републике Југославије 14. децембра 1949. године, проглашен је за народног хероја.